# Cegielnia II
Cegielnia II – dawny zaścianek. Obecnie część wsi Pavajuonis na Litwie, w okręgu uciańskim, w rejonie ignalińskim, w gminie Ignalina.

## Historia
W czasach zaborów zaścianek w gminie Zabołocie, w powiecie święciańskim, w guberni wileńskiej Imperium Rosyjskiego. W 1905 roku liczył 10 mieszkańców, 50 dziesięcin, własność Marcinkańca.
W dwudziestoleciu międzywojennym zaścianek leżał w Polsce, w województwie wileńskim, w powiecie święciańskim, w gminie Kołtyniany.
W 1931 w 2 domach zamieszkiwało 10 osób.
Od 1945 roku w Litewskiej Socjalistycznej Republice Radzieckiej.